# Thripsaphis brevicornis
Thripsaphis brevicornis är en insektsart som beskrevs av Ossiannilsson 1953. Enligt Catalogue of Life ingår Thripsaphis brevicornis i släktet Thripsaphis och familjen långrörsbladlöss, men enligt Dyntaxa är tillhörigheten istället släktet Thripsaphis och familjen borstbladlöss. Arten är reproducerande i Sverige.

## Underarter
Arten delas in i följande underarter:
- T. b. brevicornis
- T. b. carpaticae